# La isla misteriosa (película de 1916)
 La isla misteriosa  es una película argentina en blanco y negro que se estrenó en 1916. Fue dirigida por José Agustín Ferreyra a partir del guion de Italo Fattori, protagonizada por Mimí D’Orleans. Fue la segunda película de José Agustín Ferreyra y se exhibió en el cine Crystal Palace.